# Solvay Brussels School of Economics and Management
La Solvay Brussels School of Economics and Management (SBS-EM) es una escuela de negocios y la Facultad de Economía y de Gestión de la Universidad libre de Bruselas (ULB). Es el resultado de la fusión en 2008 de la escuela de negocios de la ULB, fundada por Ernest Solvay en 1903, con el departamento de economía de la ULB, fundado en 1899 gracia igualmente al apoyo financiero de Ernest Solvay.
Clasificada #47.º universidad Europea por el Financial Times, acreditada de los lábeles AMBA, EQUIS y Qfor y miembro de la Conferencia de las grandes escuelas, ofrece una treintena de programas, que acogen cada año más de 3000 estudiantes.
Desde septiembre de 2011, el decano es Bruno van Pottelsberghe, tomando así la sucesión de Mathias Dewatripont (presidente, después decano).

## Historia
La escuela de negocios Solvay fue fundada en 1903 por Ernest Solvay, industrial que ha hecho fortuna en la industria química, vía la invención del procedido Solvay. La escuela se encuentra entonces en el Parque Léopold, que lo albergará hasta en 1955.
La filosofía de la escuela será inspirada directamente de aquella de su fundador: los negocios, la industria y el comercio regido por leyes científicas.
Durante la Guerra 14-18, los cursos fueron suspendidos y el ejército alemán de reserva se instala en los locales de la escuela bajo la ocupación.
En 1955, después de la Segunda Guerra Mundial, la Escuela de Negocios Solvay abandona sus edificios para instalarse en el campus del Solbosch, donde se encuentran ya varias facultades de la Universidad libre de Bruselas.
A marchar de los años 1970, la Escuela comienza a ampliar su gama de programas educativos, instaurando programas de educación ejecutiva. En esa misma óptica, en 1990, se crea el primer MBA de la escuela.
En 1994, se da el lanzamiento de un programa de maestría en Vietnam, en cooperación con la universidad de Ho Chi Minh ciudad.
En 2004, cambia el nombre a Solvay Business School, en inglés, por voluntad de internacionalizarse.
En 2008, la fusión de Solvay Business School con el departamento de Ciencias económicas de la Universidad Libre de Bruselas crea la Solvay Brussels School of Economics and Management. Esta fusión permite a la Escuela mejorar su posición en cuanto a la investigación científica, ya que integra tres centros de investigación internacional (Centro Émile Bernheim, Ecares, Dulbea), ofreciendo cada uno de las formaciones doctorales en las propiedades de la gestión, de las ciencias económicas así como de la estadística.

## Gama de formaciones

### Bacheliers
- Bachelier en Ingeniero de Gestión: Se trata del cursus histórico de la Escuela de Comercio Solvay, mezclando ciencias exactas (Física, Chimie, Matemáticas, Estadísticas, Informática, …), ciencias económicas y de gestión (economía política, finanza, marketing, contabilidad, etc) y otros cursos de cultura general (psicología, sociología, derecho). Se trata del curso preparatorio al máster que lleva al diploma de ingeniero de gestión.
- Bachelier en Ciencias Económicas: Se trata de un curso más orientado hacia las ciencias económicas (teoría monetaria, macroeconomía, microeconomía, econometría). Prepara también bien al máster a finalidad dirección y gestión de empresas que a los demás másteres en economía, por ejemplo orientado investigación.

### Másteres
- Máster en Ingeniero de Gestión (2 años): este máster ofrece una formación adelantada en la propiedad de la gestión con sobre todo de las menores en finanza, marketing o todavía en innovación y entreprenariat. Un intercambio al extranjero de 6 meses obligatorio para todos los estudiantes inscritos en este máster.
- Máster en Ciencias económicas (6 másteres diferentes):
  - Dirección y gestión de empresas Ciencia: un máster de dos años cuyo objetivo es de ofrecer una buena comprensión de las prácticas y conceptos de gestión. Este máster está orientado hacia la economía y gestión internacional y el desarrollo duradero.
  - Business Economics: un máster de dos años en ciencias económicas aplicadas cuyo objetivo es de formar futuros economistas, businessmans y mánagers en la propiedad pública y privada
  - Analiza, consejo e investigación económica: este programa se focaliza sobre el análisis económico desarrollando las capacidades analíticas cuantitativas y cualitativas del estudiante
  - Research Track: programa que prepara a la realización de una tesis de doctorado o a las investigaciones en varias propiedades para organizaciones públicas, privadas e internacionales (admisión sobre dossier).
  - Didactique: máster que forma futuras enseñantes en economía o en matemática en los secundarios superior
  - Año Único: un año de estudio profundizado en economía sin especialización

### Máster complementario
- Máster Complementario en Gestión Industrial y Tecnológica (2 años): máster que ofrece una formación adelantada en la propiedad de la gestión para perfiles no que han de competencia particular previa en la materia (ingeniero civil, médico, despedido en derecho, etc).
- Máster Complementario en Microfinance (1 año): este máster especializado, organizado en cooperación con la Universidad París-Sorbona así como la Universidad Wageningen, ofrece una formación adelantada en la propiedad de la microfinance bajo la égide del Centro Europeo de Investigación en Microfinance (CERMi).

### MBA
Creado en 1990, el MBA de la Solvay Brussels School es entonces uno de los premiers ofrecidos en Bélgica. Su calidad está acreditada por la AMBA’s. Hizo una aparición en la clasificación 2005 del Financial Times de los 100 mejores MBAs al mundo. Desde 2013, la Solvay Brussels School propone un programa MBA en común con la Escuela de los Puentes ParisTech.

## Clasificaciones
- Financial Times 2013 : 2.º en Bélgica, 31.º europeo para su Máster in Business Engeneering)[11]
- Clasificada #49.º escuela de dirección y gestión de empresas en Europa, todos programas confundidos[3]
- 59.º en el mundo para los Executive Education-Open[12]